# Kolompár Orbán
Kolompár Orbán (Kiskunmajsa, 1963. szeptember 24. –) magyarországi roma aktivista, az Országos Cigány Önkormányzat (OCÖ) elnöke. Különösen ismertebb a 2007-es évtől lett, amiért sorozatosan szervezett ellentüntetéseket a Magyar Gárda rendezvényei ellen, illetve a Gyurcsány Ferenc által indított Magyar Demokratikus Charta által szervezett tüntetésen is mozgósította a cigányságot, szavai szerint a legnagyobb tüntetést produkálva a cigányság életében.

## Életrajza
Cigány származású mezőgazdasági munkásszülők legidősebb gyerekeként született. 1982-ben mezőgazdasági munkásként kezdett el dolgozni a Kiskunmajsai Petőfi Termelőszövetkezetben. Rá két évre, 1984-ben a Magyar Posta Hálózatépítő Vállalatához helyezkedett el Szegedre, ahol munkavezetőként dolgozott 1988-ig. Legmagasabb iskolai végzettsége: általános iskola. 1989-ben földmérő tanfolyamot végzett (földmérő végzettséget érettségi nélkül nem lehet szerezni!), majd 1999-ben a Kertész tanodában ECDL és Szoftverüzemeltetői végzettséget szerzett. 1988-tól 1994-ig a Budapesti Bicko Bt.-nél dolgozott munkavezetőként.

## Politikusi pályafutása
Saját elmondása alapján 1991 óta politizál. 1994-ben a helyi kisebbségi önkormányzat elnökévé választották, de már második ciklusban tagja volt Kiskunmajsa város önkormányzatának is, ahol a vagyongazdálkodási bizottságot vezette. 1997 februárjában alakította meg több társával együtt a Bács-Kiskun Megyei Cigány Érdekképviseleti Szervezeten belül A „Cigányság Foglalkoztatásáért” Közhasznú Társaságot, melynek főállású igazgatója lett.
2003-tól 2011-ig az Országos Cigány Önkormányzat elnökeként tevékenykedett. Az önkormányzatban a napi operatív teendőket látott el, felügyelte az OCÖ hivatalát és intézményeit. Hatásköre alá tartozott a területfejlesztési, a szociális-egészségügyi, a környezetvédelmi-vízügyi, a foglalkoztatási kabinetek is.
2005-ben többek között alapítója volt az Magyarországi Cigányszervezetek Fóruma Roma Összefogás Pártnak, amely elindult a 2006-os parlamenti választásokon, de csak pár százalékot ért el, az Országgyűlésbe nem jutott be.

## Nézetei, általa szervezett események
Kolompár Orbán a Magyar Gárda megalakulása óta nagyon hevesen kritizálja a szervezetet, amely szerinte nyíltan cigányellenes. Több heves kirohanást is intézett mind a Gárda, mind az általa szélsőjobboldalinak tekintett Jobbik ellen. Egyik legvitatottabb nyilatkozata szerint a 
romák nem várják meg lehajtott fejjel, hogy vagonokba tereljék és koncentrációs táborokba hurcolják őket
 ami cigány körökben is nagy vihart kavart, többen nyilvánosan foglaltak állást ellene. Rendszeresen felszólal azért, hogy Magyarországon nem létezik cigánybűnözés, a fogalmat használókat rasszistáknak, antidemokratikusnak tartja.

## Büntetőeljárások
Kolompár Orbánt korábban két ízben jogerősen elítélték orvhalászatért és garázdaságért.
Újabb büntetőeljárás 2008 őszén indult ellene, jogosulatlan gazdasági előny megszerzése miatt, mivel 13 millió forinttal nem tudott elszámolni az általa irányított Roma Kisebbségi Érdekképviseleti Szervezet. Emiatt a Bács-Kiskun megyei ügyészség gyanúsítottként hallgatta ki. Kolompár ekkor is a politikai ellenfeleit, a „szélsőjobboldalt” nevezte meg, mint akiknek érdekük az ő lejáratása. Az ügyben a kecskeméti Városi Ügyészség vádat emelt ellene 2008 decemberében.
2009 júliusában a Fővárosi Főügyészség sikkasztás és a számviteli rend megsértése miatt emelt vádat. A vád szerint Kolompár Orbán és két társa az OCÖ 2003. és 2004. évi gazdálkodása, könyvvezetése során „a pénzforgalmat nem megfelelően bonyolították, nem biztosították az egyes célfeladatok átlátható elszámolását”.
2009 októberében egy harmadik ügyben Kolompárt és öt társát azzal vádolta meg a Bács-Kiskun Megyei Főügyészség, hogy összesen 145,5 millió forintos visszaélést követtek el egy főként európai uniós, kisebb részben állami forrásokból finanszírozott munkaügyi pályázaton. A vád szerint az elszámolásához olyan gazdasági eseményekről nyújtottak be bizonylatokat, amelyek nem valósultak meg.
A három ügyet összevonták, a Kecskeméti Városi Bíróságon Mátyásné Polereczki Éva bírónő tanácsa által 2012. június 6-án meghozott első fokú ítélet szerint kétrendbeli, részben társtettesként, részben folytatólagosan elkövetett jogosulatlan gazdasági előny megszerzése, valamint az Európai Közösségek pénzügyi érdekeinek társtettesként, folytatólagosan elkövetett megsértése miatt 22 hónap börtönbüntetésre ítélte és a közügyektől három évre eltiltotta. A sikkasztás és a számvitel rendjének megsértése vádja alól felmentették. 2013. március 8-án a másodfokú bíróság helyben hagyta az első fokon született döntést.
2012 februárjában egy negyedik ügyben jelentős vagyoni hátrányt okozó hűtlen kezelés bűntettével vádolta meg a Kiskunhalasi Városi Ügyészség. A vád szerint az azóta felszámolt, kiskunmajsai székhelyű A Cigányság Foglalkoztatásáért Szolgáltató Közhasznú Társaság ügyvezetőjeként bruttó 4 080 000 forintot fizetett ki egy másik személynek teljesítésigazolások nélkül kiállított számlákra.